# Obscenidades y sabiduría
Filth and Wisdom (Obscenidades y sabiduría) es la primera película de Madonna como directora. Se estrenó el 17 de octubre de 2008.

## Sinopsis
La historia se centra en la vida de tres adultos que conviven en un departamento en Londres. Los tres buscan cumplir sus sueños, A.K. es un cantante que se gana la vida como dominatrix, Holly es una bailarina de ballet que se hace estríper para conseguir dinero y Juliette proviene de una familia adinerada, los abandona e intenta conseguir dinero para viajar a África para ayudar a niños huérfanos.

## Reparto
- Eugene Hutz es A.K.
- Olegar Fedoro es el padre de A.K.
- Holly Weston es Holly.
- Vicky McClure es Juliette.
- Richard E. Grant es Profesor Flynn.
- Inder Manocha es Sardeep.
- Elliot Levey es Benjamin Goldfarb.
- Francesca Kingdon es Francine.
- Clare Wilkie es Chloe.
- Stephen Graham es Harry Beechman.

## Realización
La película se filmó en mayo de 2007, del 14 al 29. La gran mayoría de las canciones reproducidas en la película fue escrita por el cantante Eugene Hutz.

## Festivales de cine
- Participó en el Festival de cine de Berlín.[4]

## Críticas
El cortometrje ha recibido críticas negativas:
- Diario The Guardian: "Madonna ha hecho una comedia dramática tonta y de mal gusto", "El guion que escribió es una pesadilla de insensibles y fatuos estereotipos: asiáticos, judíos, gais… nadie se escapa a su falta de análisis o sentido común".[5]
- The Independent: "Los momentos destacables del film vienen con la banda sonora. Madonna todavía tiene mucho que recorrer como cineasta. A su favor, tiene el hecho de que saca lo mejor (Eugene Hutz) de su pobre guion".[5]
- The Telegraph: "A fin de cuentas, la película no es un absoluto bochorno. Pero la directora haría bien en aferrarse a su primer trabajo".[5]
- Rotten Tomatoes: En dicha página, de 23 críticos expertos, 16 votaron en contra y sólo 7 de forma positiva.[6]
- Metacritic: En esa página, la película fue analizada por 21 críticos, 16 de los cuales otorgaron críticas negativas, 1 positiva y 6 intermedio.[7]